# Sexpreading
Sexpreading o sexspreading, es un neologismo anglófono que surge de la combinación de «sex» (sexo) y «spreading» (difusión). Se define como la difusión de fotografías íntimas o de contenido sexual sin consentimiento a través de medios digitales.
Consiste en el envío y recepción no consentidos de fotografías íntimas o contenido sexual a través de redes sociales, mensajes o la web. Esta práctica ilícita se produce en el contexto de un sistema cisheteropatriarcal y afecta a la salud psicológica y al bienestar social y profesional de la víctima.No confundir con el sexting, el sexpreading es una forma de violencia y acoso sexual. 

## Definiciones
Afecta principalmente a las mujeres jóvenes, que son las más expuestas al mundo digital por su corta edad y su creciente hábito de uso de las redes sociales, pero también porque el sexismo imperante en el que viven muchas sociedades las hace más vulnerables a distintos tipos de agresiones sexuales.
El sexpreading es un nuevo delito que se ha introducido exponencialmente en la realidad social y jurídica [...] la delincuencia también se ha trasladado de lo terrenal a lo digital. Blanca Blázquez. 
El intercambio consentido de mensajes y fotografías de carácter sexual, conocido como sexting, se remonta a principios del siglo XXI. El término fue mencionado por primera vez en 2005 en el Reino Unido por la escritora Yvonne Roberts en un artículo del Sunday Telegraph.  Ese mismo año, la Campaña Nacional para la Prevención del Embarazo Adolescente y no Planificado organizada por México descubrió que el 20% de los adolescentes utilizaban el sexting como método para aumentar sus posibilidades de tener finalmente relaciones sexuales o encuentros sexuales, lo que alertó sobre los cambios en el comportamiento sexual de los jóvenes, preocupados por una posible promiscuidad.
En 2008 y 2009, con el aumento de casos de suicidio entre jóvenes, surgió la posibilidad de una agresión sexual vinculada al sexting: estos jóvenes podían haber sido víctimas de la difusión generalizada de contenidos sexuales o de la recepción de vídeos y fotos íntimas no consentidas.
Debido a esto, se hizo necesario incorporar un nuevo término a la semántica del envío de contenidos sexuales, para diferenciar la ontología del sexting, que es una práctica basada en el consentimiento y la voluntad, de la del sexspreading, que es un derivado del sexting, no consentido, ilícito y afín a la agresión. 
Al separar estos dos términos y asignarles una ontología única, se consiguió abrir el campo a la justicia y definir la culpabilidad de los protagonistas de los intercambios de contenido sexual. En efecto, en la acusación de sexpreading hay una víctima y un agresor, que deben ser castigados legalmente.

## Consecuencias
Tiene consecuencias para quienes tomaron las imágenes o los videos,siendo así, que aún habiendo sido consensuado la obtención de las fotografías o los videos, se convierte en una forma de violencia si se comparte el material sin el consentimiento de la persona. 
Las consecuencias que puede sufrir una persona dependiendo de la exposición son humillación, linchamiento social e insulto público, además de sentimientos individuales como la pérdida de confianza, ansiedad, depresión, e incluso, intentos de suicidio.
Debido a las consecuencias del sexpreading sobre las víctimas, se ha comenzado la creación de varias campañas de prevención en América Latina y España. Estas iniciativas buscan proteger a las víctimas de agresiones sexuales en línea y sensibilizar a los jóvenes sobre los peligros de compartir contenidos íntimos sin consentimiento. 
Por ejemplo, en México, la Secretaría de Gobernación lanzó Ciberviolencia no es amor, una iniciativa educativa que se centra en la prevención de comportamientos inaceptables en línea, como el sexting no consensuado y la difusión de contenidos íntimos sin autorización.  La campaña está dirigida a los jóvenes, padres y educadores con el fin de que aprendan a reconocer las señales de la ciberviolencia e intervengan a tiempo.
En España, dos campañas se destacan por su enfoque proactivo. Protege tu privacidad, respaldada por la Fundación ANAR, sensibiliza a los jóvenes sobre los peligros de compartir información y contenidos íntimos en línea, con un énfasis en la protección de la privacidad y la prevención de agresiones sexuales a través de las redes sociales y aplicaciones de citas.

## Vínculos con otros conceptos
El término está vinculado con otros conceptos. De igual manera, se puede usar sexpreading en lugar del término pornovenganza o pornografia de venganza. Es mejor usar sexpreading para casos sin consentimiento porque el término pornografía implica consentimiento mutuo en el ámbito de trabajo realizado dentro de esa industria. También, el uso de la palabra venganza implica una razón, y una justificación, por la difusión de ese contenido.
Otro concepto con el cual hay vínculo es con la sextorsión. La parte de extorsión dentro de la sextorsión es la amenaza de cometer el acto de sexpreading, muchas veces con el fin de que la víctima haga algo a cambio para que no se difunda.

## Ley Orgánica en España
El caso de Olvido Hormigos en España, en el 2012, fue un catalizador para que el sexpreading fuese incluido en la Ley Orgánica. Olvido Hormigos era concejala de un municipio de Toledo en España y su expareja, tras haber terminado su relación, difundió contenido explícito que ella había enviado cuando estuvieron juntos. En ese momento, Olvido no pudo tomar acción legal porque ella había enviado el video con consentimiento a su expareja. Debido a este caso, se aprobó la Ley Orgánica 1/2015, de 30 de marzo (2015), la cual hizo una distinción entre un envío de contenido con consentimiento, y que luego a persona que lo recibió lo difunda, ya que este último es una violación de privacidad y confianza de la víctima.